# Шалва Ахалцихели
Шалва Торели-Ахалцихели (груз. შალვა თორელი-ახალციხელი) — грузинский дворянин (дидебули) и военачальник, принадлежал к благородному дому Торели-Ахалцихели.

## Биография
Шалва был одним из самых известных военачальников во время серии экспансионистских войн, проводившихся Грузинского царства при царицы Тамары (правление 1184–1213 гг.). Он последовательно занимал высшие должности мечурчлетухуцеси (Верхний Главный Казначей) и мандатуртухуцеси (Верхний Главный Мандатор) при дворе Тамары. Вместе со своим братом Иване, Шалва командовал передовым отрядом, традиционно состоящим из месхских войск из Южной Грузии. На поле битвы при Шамкоре против атабека Азербайджана из династии Ильденизидов в 1195 году, он захватил военное знамя мусульманской армии, посланное халифом. В 1206/1207 году, Шалва вместе с Саргисом Тмогвели взяли город Карс у Сельджуков и были назначены управляющими Карсским уездом.
Когда хорезмшах Джелал ад-Дин Мангуберди вторгся в Грузию в 1225 году, Шалва и его брат Иване вновь были поставлены во главе передового отряда грузинской армии, которой командовал атабек Иване Мхаргрдзели. Между Иване и братьями Ахалцихели возникла вражда. Возможно, это была причиной того, что Мхаргрдзели не разрешил своей армии сражаться в битве при Гарни. Оба брата вступили в битву и были разгромлены. Шалва был ранен и схвачен в плен, а его брат Иване был убит при отступлении в горы. Проведя некоторое время в почетном плену, Шалва был казнен по приказу Джелал ад-Дина за то, что не отрекся от христианства. Впоследствии он был святопокойником и был канонизирован Грузинской Православной Церковью, которая поминает его 17/30 июня (по старому стилю).
Шалва традиционно считается героем патриотической грузинской народной баллады «Шавлего», которая была особенно популярна во времена национальной мобилизации против Советского Союза в конце 1980-х годов.